# Guillaume de Hirsau
Guillaume de Hirsau, en allemand Wilhelm von Hirsau, né en 1030 et mort le 5 juillet 1091, est un bénédictin allemand qui fut abbé de l'abbaye de Hirsau (ou de Hirsauge comme souvent traduit dans les anciens documents), célèbre pour avoir importé la réforme clunisienne chez les Germains. Guillaume s'est rangé du côté du pape, lors de la Querelle des Investitures. Lettré, il était aussi compositeur de musique sacrée et féru d'astronomie. Il est l'auteur des Consuetudines Hirsauginenses, à propos de l'administration des monastères. Il incita son ami saint Ulric à rédiger des traités de théologie et d'administration monastique.

## Biographie
Guillaume est né en Bavière probablement en 1030. Il est élevé chez les bénédictins en tant que puer oblatus et poursuit ses études à l'abbaye Saint-Emmeran, où il eut comme écolâtre Othlon de Saint-Emmeran (1010-1070). Il compose au milieu du XIe siècle, alors qu'il est moine à Saint-Emmeran, des traités d'astronomie, de musique, parties de l'enseignement du quadrivium, et de discipline monastique. Il construit divers instruments d'astronomie, dont un cadran solaire mesurant les variations de l'atmosphère, décrivant les équinoxes et les solstices et d'autres phénomènes. On peut aussi admirer son astrolabe à Ratisbonne avec la figure représentant le Grec Aratos de Soles. Guillaume était aussi un flûtiste renommé.
Guillaume est élu abbé de l'abbaye de Hirsau à la déposition de l'ancien abbé Frédéric en 1069, mais il n'accepte la consécration qu'à la mort de ce dernier en 1071. Dès sa nomination toutefois il s'attelle à la réforme de l'abbaye, s'inspirant de celle de l'abbaye de Gorze et surtout de celle de l'abbaye de Cluny, afin d'assurer l'indépendance de Hirsau vis-à-vis du pouvoir séculier, et de rétablir la discipline interne. Cela le met en opposition directe avec les comtes de Calw qui avaient reçu le privilège d'abbés-laïcs. Un édit de 1070 de l'empereur Henri IV confirme que l'abbaye est bien possession privée des comtes, mais établit un lien direct avec la couronne impériale. Cependant le pape Grégoire le Grand met quelques années plus tard l'abbaye sous sa protection. Guillaume se rend à Rome à la fin de 1075 pour que le pape confirme les exemptions de l'abbaye, cela lui permet de connaître de plus près la réforme grégorienne. Guillaume prendra le parti du pape lors de la Querelle des Investitures. Le comte Adalbert II de Calw renonce à son privilège et l'empereur met l'abbaye sous la protection directe de la couronne impériale et nomme les comtes de Calw, selon le système du Vogtei, comme protecteurs du domaine abbatial. L'abbaye se voit accorder la permission d'élire librement son abbé et de choisir en théorie son protecteur (Vogt).
De retour à Hirsau, Guillaume applique un train de réformes rétablissant la stricte discipline bénédictine et mettant l'accent sur le vœu d'obéissance tel qu'on le concevait à Cluny. Il fait distribuer une nouvelle copie de la Vulgate dans les monastères désireux d'adopter la réforme. Il rédige les Constitutiones Hirsaugienses et définit le rôle du frère convers ou frère-lai. Ceux-ci étaient fort nombreux dans les abbayes bénédictines germaniques et servaient en fait de domestiques. Désormais, ils doivent prononcer des vœux et demeurer dans les murs du monastère. Le résultat de ces réformes est fructueux, car l'abbaye passe de quinze moines de chœur à cent cinquante moines de chœur en quelques années. L'abbaye devenue trop petite doit déménager de l'autre côté de la rivière Nagold. Ensuite un monastère spacieux est construit en 1083, le plus grand de son époque dans le Saint-Empire, avec son église romane dédiée à saint Pierre.
Les efforts de Guillaume ne se limitent pas à Hirsau. Plus de deux cents monastères, nouvelles fondations ou anciennes institutions, se joignent à la réforme de Hirsau. Hirsau fonde en Souabe l'abbaye de Zwiefalten, l'abbaye de Blaubeuren, l'abbaye Saint-Pierre dans la Forêt-Noire et l'abbaye de Saint-Georges-en-Forêt-Noire (de), l'abbaye Saint-Paul du Lavanttal en Carinthie. Hirsau fonde aussi en Thuringe l'abbaye de Reinhardsbrunn. Parmi les monastères existants qui adoptent la réforme, l'on peut distinguer l'abbaye de Petershausen, près de Constance, l'abbaye de Tous-les-Saints de Schaffhouse, l'abbaye Saint-Pierre d'Erfurt, l'abbaye de Comburg qui recevait des moines de chœur uniquement dans l'aristocratie. De nombreux prieurés de Bavière, de Souabe, de Franconie adoptent aussi les nouvelles constitutions, comme le prieuré de Reichenbach, le prieuré de Schönrain (de) et le prieuré de Fischbachau (de).
La réforme est surtout acceptée en Franconie et en Souabe, avec aussi quelques maisons à l'est du Saint-Empire, grâce à la réputation de Guillaume qui s'opposa à l'empereur pendant la Querelle des Investitures, afin d'assurer la liberté de l'Église.

## Source
- (de) Cet article est partiellement ou en totalité issu de l’article de Wikipédia en allemand intitulé « Wilhelm von Hirsau » (voir la liste des auteurs).